# Calamus stoloniferus
Calamus stoloniferus är en enhjärtbladig växtart som beskrevs av Renuka. Calamus stoloniferus ingår i släktet Calamus och familjen Arecaceae. Inga underarter finns listade i Catalogue of Life.